# شباب أياكس
شباب أياكس (بالهولندية: Jong Ajax) هو ناد هولندي لكرة القدم يمثل الفريق الاحتياطي لأياكس أمستردام، يلعب حاليًا في دوري الدرجة الثانية الهولندي. يلعب النادي مبارياته على أرضه في ملعب المستقبل بأمستردام.
يتكون الفريق في الغالب من لاعبي كرة قدم محترفين كانوا قد وصلوا إلى المستوى الأعلى للشباب ويمضون سنتهم الأولى في عقدهم مع النادي، أو اللاعبين غير القادرين على اللعب مع الفريق الأول.
تنافس جونغ أياكس منذ 1992 في Beloften Eredivisie وهي المنافسة الأعلى للفرق الاحتياطية في هولندا، وذلك في خضم مواجهات مع نوادي مثل آيندهوفن وغرونينغن وإي زد ألكمار. ومن بين الخمس وعشرين بطولة، وذلك منذ انطلاق الدوري في 1992 وحتى دورته الأخيرة في 2016، استطاع جونغ أياكس الفوز بالعدد الأكبر من البطولات وهو 8 بطولات. كما فاز ببطولة كأس هولندا للفرق الاحتياطية ثلاث مرات. ومع فوزه باللقب في دوري Beloften Eredivisie، أصبح بإمكان الفريق المشاركة مع الفرق الأولى في كأس هولندا، وقد وصل إلى نصف النهائي ثلاث مرات. وكانت نتيجتهم الأفضل في موسم 2001-02 بعد خسارتهم أمام أوترخت بالضربات الترجيحية في نصف النهائي، ولولا تلك الخسارة فقد كان من المفترض أن يلعب جونغ أياكس أمام الفريق الأول لأياكس في نهائي كأس هولندا.